# Spuren des Bösen: Schuld
Schuld ist ein deutsch-österreichischer Fernsehfilm von Andreas Prochaska aus dem Jahr 2021 und die neunte Folge der Krimireihe Spuren des Bösen mit Heino Ferch in der Hauptrolle eines Kriminalpsychologen Richard Brock.

## Handlung
Kriminalpsychologe Richard Brock ist nach seiner Schussverletzung wieder vollständig genesen. Er gibt wieder Vorlesungen und nach außen hin scheint alles wieder normal. Doch der „Experte für menschliche Abgründe“ hat es sich zur Aufgabe gemacht, seinen Widersacher Gerhard Mesek zur Strecke zu bringen. In mühseliger Kleinarbeit sammelt er alle Indizien, die aufzeigen, was Mesek als korrupter Polizist in den letzten zehn Jahren massiv manipuliert und wie viel Schuld er auf sich geladen hat. Brocks einziger Verbündeter ist Klaus Tauber, der von seinem Plan weiß und dem er vertrauen kann. Ansonsten weiß nicht einmal Brocks Lebensgefährtin Brigitte Klein, was den Psychologen tagtäglich umtreibt. Brocks Heimlichkeiten machen sie misstrauisch und eifersüchtig. Sie stellt ihn zur Rede und bittet ihn, seine Recherchen nicht allein zu Ende zu führen, sondern die Presse einzubeziehen. Ihre ehemalige Freundin wäre Journalistin und könnte sicher helfen. Brock beherzigt den Rat und weiht Eva Rieper in seine bisherigen Ergebnisse ein.
Während Brock seine Indizien sammelt, ist aber auch Mesek nicht untätig. Er observiert Brock und ist über jeden seiner Schritte informiert, so auch über den Kontakt zu Eva Rieper und geht deshalb in die Offensive. Er dringt in Brocks Wohnung ein und erschießt kaltblütig dessen Lebensgefährtin mit Brocks eigener Waffe, sodass man ihn für den Täter halten muss. Da Mesek selber die offiziellen Ermittlungen übernimmt, hat er leichtes Spiel die Ermittlungen nur auf Brock zu konzentrieren.
Brock ist flüchtig und wird von seinem Freund Tauber versteckt gehalten. Dabei muss Tauber sehr vorsichtig sein, weil Mesek ihn nicht aus den Augen lässt. Brock macht sich derweil Vorwürfe alle in Gefahr zu bringen, die ihm helfen. Insbesondere um seine Tochter Petra macht er sich Sorgen, da sie selber Polizistin ist und schon einmal Meseks Leuten unwissentlich in die Quere gekommen war. Im Moment ist sie im Mutterschaftsurlaub, will aber die Jagd auf ihren Vater nicht so einfach hinnehmen. Sie geht offen auf Mesek zu und erklärt, ihren Dienst vorfristig wieder aufzunehmen, damit er ihren Vater nicht auf der Flucht erschießen könne, so wie er es schon einmal mit einem Zeugen getan hätte.
Tauber weiß sich keinen anderen Rat, als auch die Journalistin über Brocks Versteck einzuweihen. Er ist davon überzeugt, dass sie ebenfalls die richtigen Schlüsse ziehen wird und erkennt, wer der wahre Täter ist. Sie sichert Brock ihre Hilfe zu, könne aber im Moment die Geschichte noch nicht veröffentlichen, solange er noch unter Mordverdacht stehen würde. Brock sieht das aber anders und hofft, durch einen Pressewirbel Mesek nervös und unvorsichtig werden zu lassen.
Immer mehr in die Enge getrieben, bedroht Mesek nun auch die Journalistin. Mit gezogener Waffe fordert er die Unterlagen zu Brocks Recherchen. In diesem Moment erscheint Brock und klärt die Situation. Mit Eva Rieper als Zeugin und einer heimlichen Bandaufnahme eines ungewollten Geständnisses von Mesek, kann Brock seine Unschuld beweisen und Mesek wird festgenommen.

## Hintergrund
Gedreht wurde Schuld vom 15. November bis zum 13. Dezember 2019 in Österreich. Die Fernsehpremiere erfolgte am 31. Januar 2021 im ORF und am 12. April 2021 im ZDF.

## Rezeption

### Einschaltquote
Die Erstausstrahlung von Schuld am 12. April 2021 im ZDF erreichte 5,69 Millionen Zuschauer und einen Marktanteil von 17,3 Prozent.

### Kritiken
Rainer Tittelbach von Tittelbach.tv schrieb anerkennend: „‚Spuren des Bösen‘ erweist sich einmal mehr als eine der besten Krimi-Reihen der letzten zehn Jahre. Martin Ambrosch (Buch) und Andreas Prochaska (Regie) ging es nie um klassische Ermittlerkrimis. Menschliche Psyche und Verhalten standen vielmehr im Fokus. Und mittendrin: der Psychologe, der sich selbst über die Jahre eingekerkert hat.“
Die Kritiker der Fernsehzeitschrift TV Spielfilm vergaben die beste Wertung (Daumen nach oben) und schrieben: „Wer die Vorgeschichte des Kriminalpsychologen mit dem Ermittler Mesek nicht kennt, sollte vor allem am Anfang gut aufpassen. Regisseur Andreas Prochaska (Das finstere Tal) und Skriptautor Martin Ambrosch flechten den horizontalen Erzählstrang um Brocks Gegner geschickt ein — um ihn dann schockierend zuzuspitzen. Das geschieht in der gewohnt bedrohlichen, kühlen und düsteren Atmosphäre, die diesmal noch weniger Lichtblicke als sonst bereithält.“
Bei quotenmeter.de wertete Christian Lukas: „‚Schuld‘ ist dunkel, düster, brutal. Kammerspielartig wirkt die Inszenierung, die ihren Fokus ganz und gar auf Brock und Mesek richtet. Dabei erlaubt die Inszenierung den Zuschauern gleich zweimal einen Wissensvorsprung.“
Michael Hanfeld von der FAZ fasste zusammen: „Richard Brock ist wirklich nicht zu helfen. Weil er sich nicht helfen lässt. Er will seine Rache. Er muss tun, was ein Mann tun muss, der meint, er könne niemandem trauen und dürfe sich niemandem anvertrauen. Er ist einem Komplott in der Polizei auf der Spur, sammelt Beweise und will einen Kommissar überführen, der schon zahlreiche Morde auf dem Gewissen hat.“ „Doch funktioniert ohne Brocks Verbohrtheit die ganze Geschichte nicht. Von der fragt man sich am Ende nur: Wie geht es damit weiter? Geht es damit überhaupt weiter?“
Für Prisma.de urteilte Kai-Oliver Derks: „Der neunte Film der ‚Spuren des Bösen‘-Reihe beginnt fürchterlich kompliziert. Doch am Ende steht nurmehr das Duell ‚Mann gegen Mann‘.“ „Es geht um Mord, um Korruption, um eine kriminelle Zelle innerhalb der Wiener Polizei.“ Aber „am Ende auch zur Erzählung über die großen Themen ‚Freundschaft‘ und ‚Vertrauen‘.“